# Démographie du Brésil
Avec une population d'environ 204 millions d'habitants en 2023, le Brésil est le 7e pays le plus peuplé au monde. La densité de population est de 25 hab./km² et le taux d'urbanisation est de 90 %.
La nation brésilienne a connu depuis sa fondation plusieurs migrations en provenance de divers endroits du monde. Avant l'arrivée des Européens, les territoires d'Amérique du Sud et d'Amérique du Nord, qu'on appelait alors « les terres du Nouveau Monde », étaient occupés par les Amérindiens. Les Européens ramenèrent par la suite un grand nombre de Noirs en provenance d'Afrique. Également, il y eut au cours des siècles l'arrivée de populations en provenance d'Asie, du Caucase ou encore du Moyen-Orient.
Aujourd'hui, le Brésil est le lieu de rassemblement de plusieurs communautés différentes : ainsi, le géant sud-américain compte, après l'Allemagne et l'Italie, la plus grande communauté d'Italiens et d'Allemands au monde. Ces derniers vivent principalement au sud du pays. Le Brésil compte aussi la plus importante communauté d'origine asiatique ainsi qu'un grand nombre de descendants de Français, estimé à environ 1 million.

## Évolution de la population

Évolution de la population du Brésil entre 1550 et 2005.

La population totale du pays passe de 300 000 vers 1650 à 3 000 000 en 1800, selon les estimations, prenant en compte ou non la population non-européenne.
Le premier recensement officiel dans le pays date de 1872, comptabilisant 9 930 478 personnes dans le pays.
Entre 1880 et 1930, le pays voit arriver 4 millions d'Européens immigrants. Durant la décennie 1940, la croissance démographique du pays était de 2,4 % par an, elle passe à 3,0 % la décennie suivante, puis de 2,9 % durant les années 1960. En 2008, le taux de croissance démographique était de 1,05 %
En juillet 2012, la population brésilienne atteint près de 194 millions d'habitants, soit quelque trois millions de plus qu'en 2010, selon une estimation de l'Institut brésilien de géographie et des statistiques (IBGE). La croissance démographique du Brésil a considérablement diminué au cours des dernières décennies en raison d'une baisse du taux de fécondité. En 2022, l'IBGE  donne le résultat du recensement à 203 millions. Pour la même année, l'ONU estime la population brésilienne à 215 millions, et le taux de fertilité à 1.63 enfants par femme.
|      | Population  | 0 à 14 ans (%) | 15 à 64 ans (%) | 65 ans et plus (%) |
| ---- | ----------- | -------------- | --------------- | ------------------ |
| 1900 | 17 438 434  | 41,6           | 55,5            | 3,0                |
| 1955 | 62 880 000  | 42,0           | 55,0            | 3,0                |
| 1960 | 72 759 000  | 43,1           | 53,7            | 3,1                |
| 1965 | 84 389 000  | 43,6           | 53,0            | 3,4                |
| 1970 | 96 078 000  | 42,3           | 54,2            | 3,5                |
| 1975 | 108 224 000 | 40,2           | 56,0            | 3,8                |
| 1980 | 121 712 000 | 38,0           | 58,0            | 4,0                |
| 1985 | 136 247 000 | 36,9           | 59,0            | 4,1                |
| 1990 | 149 650 000 | 35,2           | 60,4            | 4,5                |
| 1995 | 161 848 000 | 32,4           | 62,6            | 5,0                |
| 2000 | 174 425 000 | 29,5           | 64,9            | 5,6                |
| 2005 | 185 987 000 | 27,5           | 66,2            | 6,3                |
| 2010 | 194 946 000 | 25,5           | 67,5            | 7,0                |
| 2022 | 203 062 512 |                |                 |                    |

## Structure de la population
| Période   | Naissances annuelles | Décès annuels | Solde naturel annuel | Taux de natalité (‰) | Taux de mortalité (‰) | Solde naturel (‰) | Indice de fécondité | Taux de mortalité infantile | Espérance de vie | Espérance de vie masculine | Espérance de vie féminine |
| --------- | -------------------- | ------------- | -------------------- | -------------------- | --------------------- | ----------------- | ------------------- | --------------------------- | ---------------- | -------------------------- | ------------------------- |
| 1950-1955 | 2 572 000            | 900 000       | 1 672 000            | 44,1                 | 15,5                  | 28,6              | 6,15                | 135                         | 50,9             | 49,2                       | 52,6                      |
| 1955-1960 | 2 918 000            | 947 000       | 1 971 000            | 43,2                 | 14,0                  | 29,1              | 6,15                | 122                         | 53,3             | 51,5                       | 55,2                      |
| 1960-1965 | 3 303 000            | 986 000       | 2 317 000            | 42,2                 | 12,6                  | 29,6              | 6,15                | 109                         | 55,7             | 53,8                       | 57,6                      |
| 1965-1970 | 3 330 000            | 998 000       | 2 332 000            | 37,0                 | 11,1                  | 25,9              | 5,38                | 100                         | 57,6             | 55,7                       | 59,6                      |
| 1970-1975 | 3 441 000            | 1 014 000     | 2 427 000            | 33,7                 | 9,9                   | 23,8              | 4,72                | 91                          | 59,5             | 57,3                       | 61,8                      |
| 1975-1980 | 3 741 000            | 1 043 000     | 2 698 000            | 32,5                 | 9,0                   | 23,5              | 4,31                | 79                          | 61,5             | 59,2                       | 63,9                      |
| 1980-1985 | 3 974 000            | 1 064 000     | 2 910 000            | 30,8                 | 8,2                   | 22,6              | 3,80                | 63                          | 63,4             | 60,4                       | 66,8                      |
| 1985-1990 | 3 757 000            | 1 055 000     | 2 702 000            | 26,3                 | 7,4                   | 18,9              | 3,10                | 52                          | 65,3             | 61,9                       | 69,1                      |
| 1990-1995 | 3 519 000            | 1 058 000     | 2 461 000            | 22,6                 | 6,8                   | 15,8              | 2,60                | 43                          | 67,3             | 63,6                       | 71,2                      |
| 1995-2000 | 3 624 000            | 1 086 000     | 2 538 000            | 21,5                 | 6,5                   | 15,1              | 2,45                | 34                          | 69,3             | 65,5                       | 73,3                      |
| 2000-2005 | 3 572 000            | 1 147 000     | 2 425 000            | 19,8                 | 6,4                   | 13,4              | 2,25                | 27                          | 70,9             | 67,2                       | 74,8                      |
| 2005-2010 | 3 129 000            | 1 214 000     | 1 915 000            | 16,4                 | 6,4                   | 9,9               | 1,90                | 24                          | 72,2             | 68,7                       | 75,9                      |

## Natalité
Les tableaux ci-dessous illustrent l'évolution du taux de fécondité (enfants par femme) au cours du temps selon les régions ou la couleur de peau,. 
| Région       | 1991 (recensement) | 2000 (recensement) | 2010 (recensement) | 2022 (recensement) |
| ------------ | ------------------ | ------------------ | ------------------ | ------------------ |
| Brésil       | 2,89               | 2,38               | 1,90               | 1,55               |
| Nord         | 4,20               | 3,16               | 2,47               | 1,89               |
| Nordeste     | 3,75               | 2,69               | 2,06               | 1,60               |
| Sudeste      | 2,36               | 2,10               | 1,70               | 1,41               |
| Sud          | 2,51               | 2,24               | 1,78               | 1,50               |
| Centre-Ouest | 2,69               | 2,25               | 1,92               | 1,64               |

| Couleur de peau      | 1991 (recensement) | 2000 (recensement) | 2010 (recensement) | 2022 (recensement) |
| -------------------- | ------------------ | ------------------ | ------------------ | ------------------ |
| Indigène (Indígenas) |                    |                    |                    | 2,84               |
| Métis (Pardos)       | 3,48               | 2,75               | 2,12               | 1,68               |
| Noir (Pretos)        | 3,32               | 2,80               | 2,12               | 1,59               |
| Blanc (Brancos)      | 2,43               | 2,05               | 1,63               | 1,35               |
| Asiatique (Amarelos) |                    |                    |                    | 1,22               |

### Urbanisation
D'après l'Institut brésilien de géographie et de statistiques (Instituto Brasileiro de Geografia e Estatística), le taux d'urbanisation était de 84,35 %. 
Les plus grandes métropoles du pays sont São Paulo, Rio de Janeiro, et Belo Horizonte, avec respectivement 19,5, 11,5, et 5,1 millions d'habitants.
La population se concentre en grande partie dans le sud-est et le nord-est du pays, par la partie côtière du pays, alors que l'intérieur des terres, est faiblement peuplé, notamment l'Amazonie. 25,5 % de la population avait moins de 15 ans, 67,5 % avait entre 15 et 65 ans et 7 % de la population avait 65 ans ou plus.
En 2021, le taux d'alphabétisation était de 94,5 %. Ce taux d'alphabétisation était de 93,2 pour la population âgée de 15 à 19 ans. L'illettrisme est plus élevé dans le milieu rural avec un taux de 24,18 % et plus faible en milieu urbain avec un taux de 9,05 %.

## Immigration

### Population du Brésil née à l'étranger par pays de naissance
|                                    | 2017    |
| ---------------------------------- | ------- |
| Population totale née à l'étranger | 592 566 |
| Portugal                           | 137 972 |
| Japon                              | 49 059  |
| Paraguay                           | 39 251  |
| Bolivie                            | 38 816  |
| Italie                             | 37 165  |
| Espagne                            | 30 736  |
| Argentine                          | 29 066  |
| Uruguay                            | 24 048  |
| États-Unis                         | 23 512  |
| Chine                              | 19 397  |
| Allemagne                          | 16 241  |
| Chili                              | 15 432  |
| Pérou                              | 15 020  |
| Liban                              | 12 336  |
| France                             | 9 559   |
| Corée du Sud                       | 8 577   |
| Colombie                           | 6 851   |
| Angola                             | 6 444   |
| Royaume-Uni                        | 4 947   |
| Pologne                            | 3 483   |
| Pays-Bas                           | 3 323   |
| Égypte                             | 3 116   |
| Suisse                             | 2 985   |
| Venezuela                          | 2 869   |
| Mexique                            | 2 679   |
| Autriche                           | 2 338   |
| Cuba                               | 2 077   |
| Syrie                              | 2 062   |
| Israël                             | 2 011   |
| Guyana                             | 1 896   |
| Équateur                           | 1 730   |
| Roumanie                           | 1 705   |
| Belgique                           | 1 694   |
| Canada                             | 1 587   |
| Afrique du Sud                     | 1 587   |
| Grèce                              | 1 540   |
| Hongrie                            | 1 525   |
| Mozambique                         | 1 425   |
| Russie                             | 1 387   |
| Cap-Vert                           | 1 194   |
| Nigeria                            | 1 118   |
| Jordanie                           | 1 054   |

Source : http://data.un.org/Data.aspx?d=pop&f=tableCode%3A44
| Principaux pays d'origine        | 2020      |
| -------------------------------- | --------- |
| Venezuela                        | 248 105   |
| Portugal                         | 175 251   |
| Japon                            | 62 296    |
| Paraguay                         | 49 842    |
| Bolivie                          | 49 289    |
| Italie                           | 47 193    |
| Espagne                          | 39 028    |
| Argentine                        | 36 910    |
| Haïti                            | 32 796    |
| Uruguay                          | 30 537    |
| Chine                            | 24 632    |
| États-Unis                       | 22 410    |
| Allemagne                        | 20 625    |
| Chili                            | 19 596    |
| Pérou                            | 19 074    |
| Liban                            | 15 664    |
| Cuba                             | 14 798    |
| France                           | 12 138    |
| Corée du Sud                     | 10 891    |
| Colombie                         | 8 700     |
| Angola                           | 8 184     |
| Syrie                            | 8 003     |
| Royaume-Uni                      | 6 281     |
| Sénégal                          | 6 267     |
| Bangladesh                       | 5 384     |
| Pologne                          | 4 421     |
| République démocratique du Congo | 4 375     |
| Pays-Bas                         | 4 219     |
| Égypte                           | 3 957     |
| Suisse                           | 3 789     |
| Nigeria                          | 3 505     |
| Mexique                          | 3 400     |
| Autriche                         | 2 968     |
| Israël                           | 2 554     |
| Ghana                            | 2 459     |
| Guyana                           | 2 407     |
| Équateur                         | 2 195     |
| Roumanie                         | 2 164     |
| Belgique                         | 2 151     |
| Pakistan                         | 2 094     |
| Canada                           | 2 014     |
| Afrique du Sud                   | 2 014     |
| Grèce                            | 1 956     |
| Hongrie                          | 1 936     |
| Mozambique                       | 1 809     |
| Russie                           | 1 761     |
| Cap-Vert                         | 1 516     |
| Jordanie                         | 1 338     |
| République dominicaine           | 1 274     |
| Guinée-Bissau                    | 1 199     |
| Inde                             | 1 118     |
| Total                            | 1 079 708 |

Le pays d'Amérique ayant reçu le plus d'esclaves noirs est de loin le Brésil avec environ 5,5 millions d'Africains déportés du XVIe siècle à 1850, soit 40 % du total. Il existe aussi au Brésil une importante communauté japonaise.

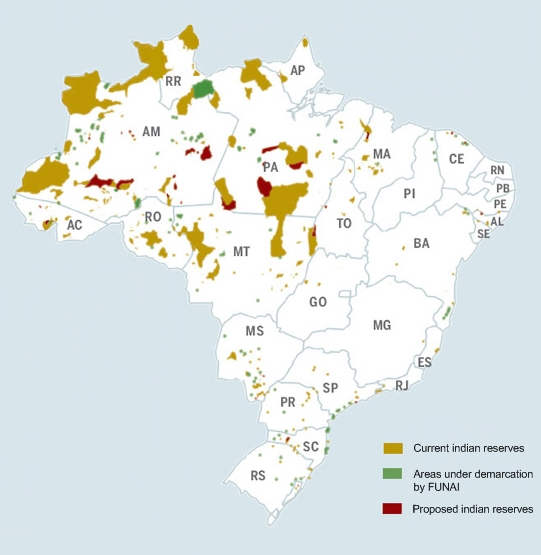
Carte des réserves indiennes.

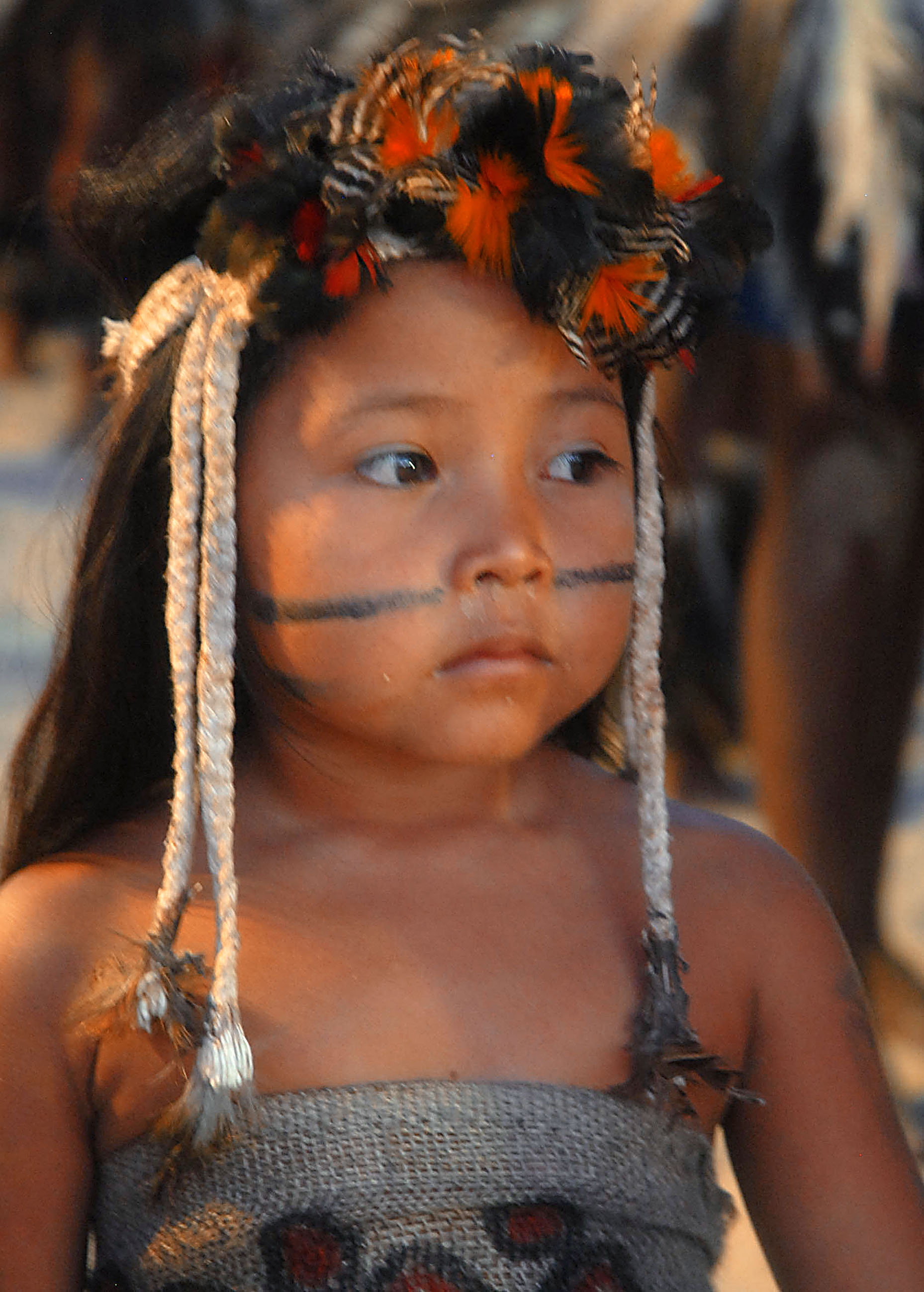
Petite fille de l'éthnie Téréna.

### L'immigration portugaise
L'immigration portugaise au Brésil entamée au XVIe siècle a atteint son apogée au début du XXe siècle. On estime que la population brésilienne est aujourd'hui majoritairement d'origine portugaise ou luso-brésilienne. Parmi les 90,063 millions de Blancs que compte le Brésil, 60,03 % seraient originaire du Portugal même si 45,53 % ont de très lointains ancêtres portugais.
On estime aujourd'hui qu'environ 25 millions des luso-brésiliens sont descendants des 1,5 million de Portugais ayant immigré au Brésil après 1850. Plusieurs études génétiques réalisées au Brésil confirment aussi que 50 % des Noirs et la grande majorité des métis ont également des ancêtres portugais. Aujourd'hui, il y a au Brésil 26 millions de personnes qui se considèrent ethniquement portugaises, parmi lesquelles 700 000 personnes qui possèdent la nationalité portugaise. En 1906, 133 000 Portugais vivaient à Rio de Janeiro (sans compter le nombre élevé des descendants de Portugais), ce qui fait de Rio de Janeiro, encore aujourd'hui, la deuxième ville qui compte, après Lisbonne, le plus de Portugais au monde.

### Autres diasporas
Le Brésil accueille de grandes diasporas : 
- 6 millions de Brésiliens sont d'origine libanaise, vivant principalement à São Paulo, Belo Horizonte et Rio de Janeiro[32] ;
- la plus forte communauté d'origine japonaise du monde (hors Japon) est aussi présente à São Paulo, avec 1,6 million de personnes[33] ;
- 25 millions de Brésiliens sont d'origine italienne, approximativement 15 % de la population brésilienne[34] ;
- près de 190 000 personnes sont de confession juive, faisant ainsi du Brésil le huitième foyer diasporique juif (après les États-Unis, Israël, la France, la Russie, l'Ukraine, le Canada, le Royaume-Uni et l'Argentine)[35] ;
- on trouve aussi dans le sud des lieux d'immigration de populations germanophones (ex : la ville de Blumenau). On estime que 5 à 18 millions de Brésiliens sont d'origine allemande[36].

| Immigration au Brésil de 1830 à 1933 |           |           |           |           |           |           |           |
|                                      | Période   |           |           |           |           |           |           |
| Origine                              | 1830–1855 | 1856–1883 | 1884–1893 | 1894–1903 | 1904–1913 | 1914–1923 | 1924–1933 |
| Portugaise                           | 16 737    | 116 000   | 170 621   | 155 542   | 384 672   | 201 252   | 233 650   |
| Italienne                            | —         | 100 000   | 510 533   | 537 784   | 196 521   | 86 320    | 70 177    |
| Espagnole                            | —         | —         | 113 116   | 102 142   | 224 672   | 94 779    | 52 400    |
| Allemande                            | 2 008     | 30 000    | 22 778    | 6 698     | 33 859    | 29 339    | 61 723    |
| Japonaise                            | —         | —         | —         | —         | 11 868    | 20 398    | 110 191   |
| Syrienne et libanaise                | —         | —         | 96        | 7 124     | 45 803    | 20 400    | 20 400    |
| Autres                               | —         | —         | 66 524    | 42 820    | 109 222   | 51 493    | 164 586   |

## Groupes ethniques
| Groupe ethnique | 2000   | 2010   | 2022   |
| --------------- | ------ | ------ | ------ |
| Métis           | 38,4 % | 43,1 % | 45,3 % |
| Blanc           | 53,7 % | 47,7 % | 43,5 % |
| Noir            | 6,2 %  | 7,6 %  | 10,2 % |
| Amérindien      | 0,4 %  | 0,4 %  | 0,6 %  |
| Asiatique       | 0,4 %  | 1,1 %  | 0,4 %  |

Groupes ethniques (2022), :
- Pardos (Métis) : 45,3 % ;
- Brancos (Blancs) : 43,5 % ;
- Pretos (Noirs) : 10,2 % ;
- Indígenas (Indigènes) : 0,6 % ;
- Amarelos (Asiatiques) : 0,4 % ;

De 1550 à 1850, l'ancienne colonie portugaise a absorbé près de 40 % de la traite atlantique. Le tableau ci-contre indique l'évolution de l'appartenance ethnique entre les recensements de 2000 et de 2022.

### Afro-brésiliens

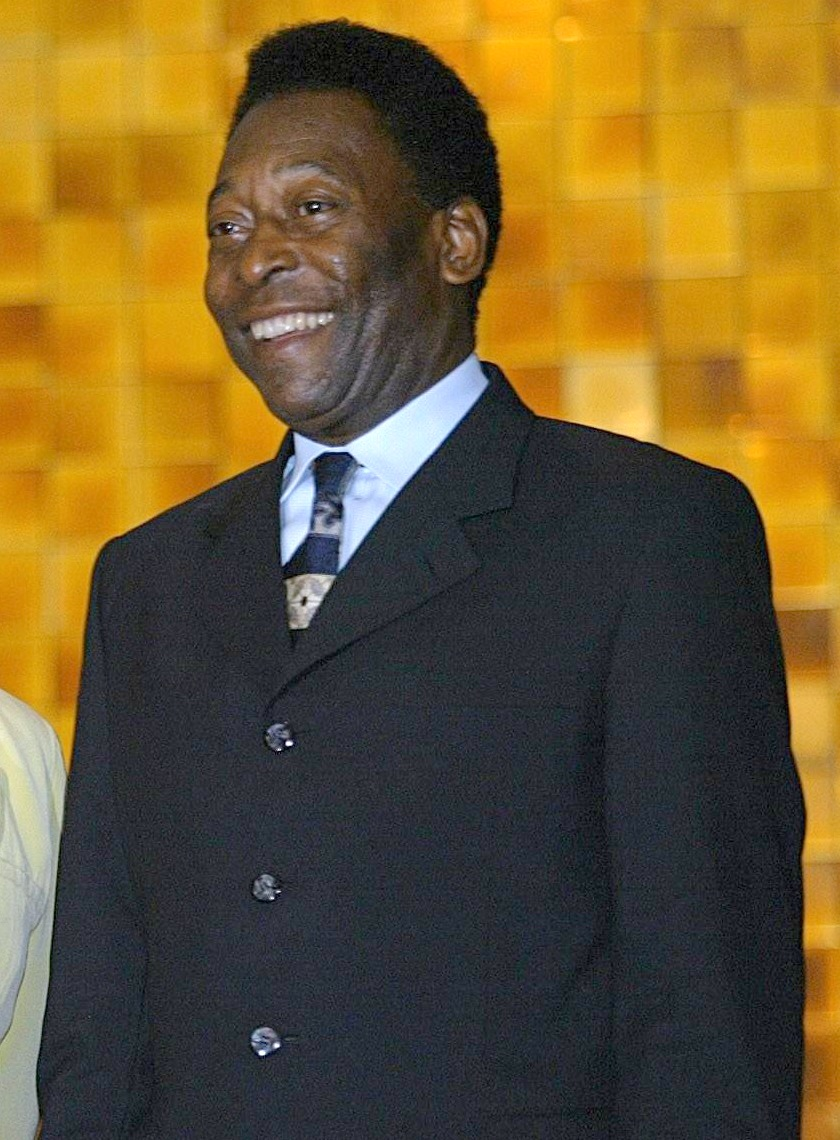
Pelé, un afro-brésilien

Les Brésiliens noirs, ou Afro-brésiliens (selon le modèle des Afro-américains aux États-Unis) sont définis comme étant des personnes ayant des ascendances africaines. Il s'agit souvent de descendants lointains des anciens esclaves africains importés d'Afrique pendant la période coloniale, soit environ 4 000 000 parvenus vivants en terre brésilienne entre 1501 et 1888, date de l'abolition officielle de l'esclavage.
Au dernier recensement de 2010, il y avait approximativement 14 millions d'Afro-brésiliens, ce qui représente 7,61 % de la population du Brésil. Il s'agit du troisième plus grand groupe ethnique, après les Blancs et les métis.

### Amérindiens
Quand les découvreurs portugais arrivèrent pour la première fois au Brésil, en avril 1500, ils y trouvèrent, à leur grand étonnement, une terre largement habitée. On estime entre 15 et 20 millions le nombre d'habitants du Brésil à l'époque de la découverte, vivant dans un paradis de richesses naturelles : peuples indigènes du Brésil.
Au début du 21e siècle, les Amérindiens représentent 0,4 % de la population brésilienne, soit environ 700.000 personnes. Les peuples autochtones se trouvent dans l'ensemble du territoire du Brésil, mais la majorité d'entre eux vit dans des réserves indiennes situées au Nord et au Centre-Ouest du pays.
D'après une étude du mitochondrial DNA study, près de 60 millions de Brésiliens possèdent au moins un ancêtre amérindien. Toutefois, seulement 0,4 % de la population se considère comme véritablement amérindienne. Les Brésiliens ne considèrent généralement pas  les Amérindiens comme une catégorie raciale, mais plutôt comme un élément de la culture brésilienne à part entière.
Avant l'arrivée des Portugais en 1 500, il y avait au moins 5 millions d'Amérindiens au Brésil. Vers le milieu du XIXe siècle, ils n'étaient plus que 100 000 mais leur nombre est remonté à la fin du XXe siècle pour atteindre environ 300 000.

### Brésiliens d'origine asiatique

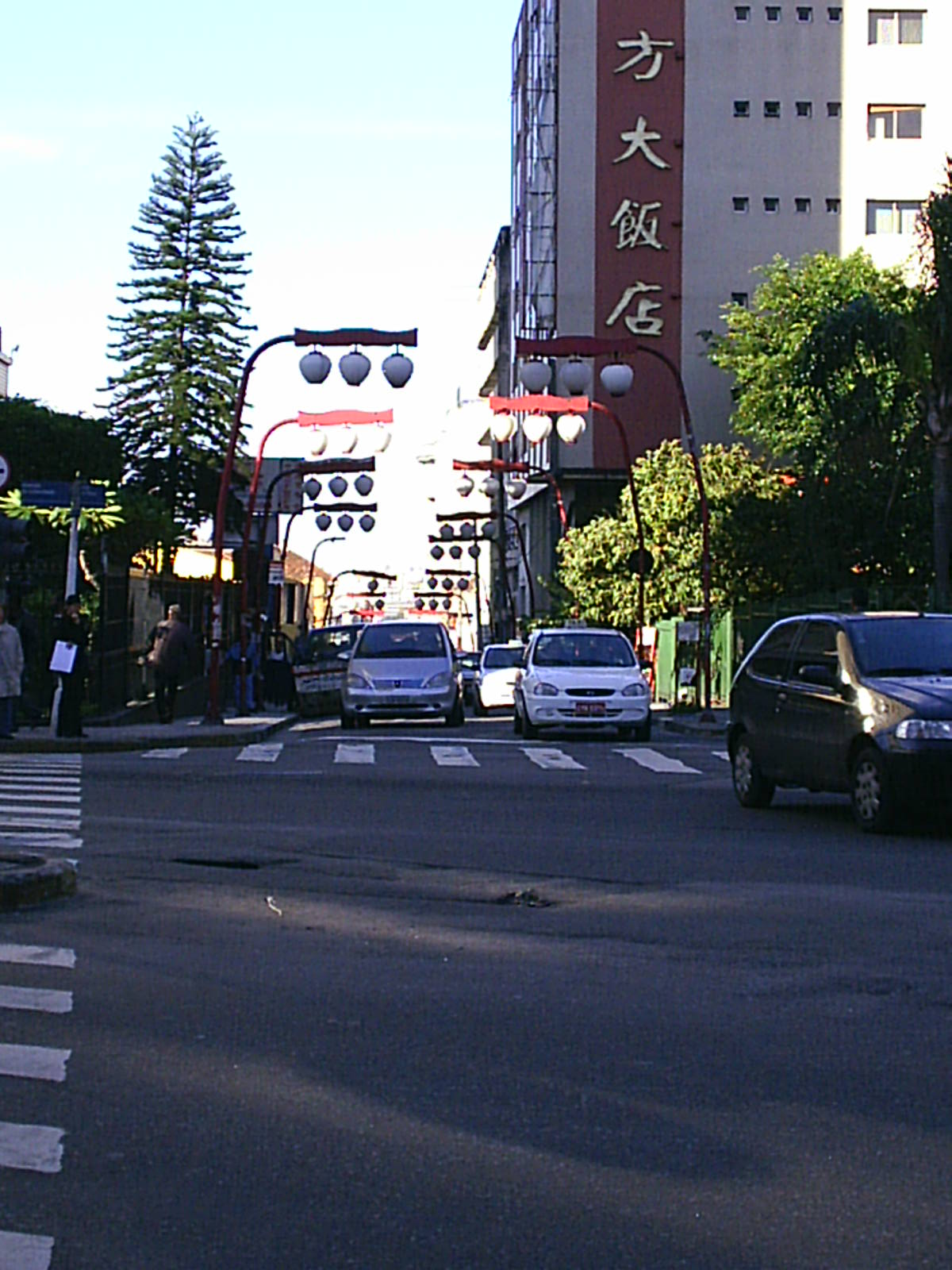
Liberdade à São Paulo, où vit une importante communauté d'origine japonaise.

Au recensement de 2006, on comptait à peu près 2 millions de Brésiliens ayant des origines d'Asie orientale, soit 1,1 % de la population totale. On estime également que le géant sud-américain abrite une vaste communauté de personnes originaires du Japon, de Chine ou encore de Corée du Sud. Ainsi, selon des estimations, il y a 2,5 à 3 millions de Brésiliens possédant des origines japonaises. Les plus grandes communautés vivent principalement dans les états de São Paulo et du Paraná, même si on peut trouver de petites populations d'origine asiatique dans l'ensemble du pays. Le Brésil a la plus grande population d'origine japonaise en dehors du Japon.

#### Japon
Note : les citoyens brésiliens d'origine japonaise sont appelés les « Nippo-brésiliens » (nipo-brasileiro en portugais.)
Les immigrants japonais ont commencé à arriver officiellement en 1908, pour combler le manque de main-d'œuvre provoquée par la baisse de l'immigration italienne. Les immigrants japonais venaient pour trouver du travail dans les plantations de café (un des secteurs les plus dynamiques au Brésil.) Avant 1908, il y avait cependant déjà eu un petit afflux d'arrivée en provenance du Japon.
La fin de la féodalité au Japon a provoqué une grande pauvreté dans la population rurale, ce qui explique pourquoi beaucoup de Japonais commencèrent à émigrer vers d'autres pays à la recherche de meilleures conditions de vie. En 1907, les gouvernements brésilien et japonais ont signé un traité permettant la migration japonaise vers le Brésil. Ainsi, le premier  groupe d'immigrants japonais (790 de personnes - principalement des agriculteurs) vint au Brésil à bord du Kasato Maru. Ils voyagèrent depuis le port japonais de Kobe via le Cap de Bonne-Espérance en Afrique du Sud. Beaucoup d'entre eux se sont particulièrement bien intégrés, et certains sont même devenus propriétaires de plantations de café.
Au cours des sept premières années, 3 434 familles japonaises (14 983 personnes en tout) sont arrivées. Le début de la Première Guerre mondiale en 1914 a provoqué l'essor de la migration japonaise vers le Brésil, si bien que, entre 1917 et 1940, plus de 164 000 Japonais sont venus au Brésil. 75 % d'entre eux s'installèrent dans l'état de São Paulo, où la plupart des plantations de café étaient localisées.
| Année(s)  | Population |
| --------- | ---------- |
| 1906–1910 | 1 714      |
| 1911–1915 | 13 371     |
| 1916–1920 | 13 576     |
| 1921–1925 | 11 350     |
| 1926–1930 | 59 564     |
| 1931–1935 | 72 661     |
| 1936–1941 | 16 750     |
| 1952–1955 | 7 715      |
| 1956–1960 | 29 727     |
| 1961–1965 | 9 488      |
| 1966–1970 | 2 753      |
| 1971–1975 | 1 992      |
| 1976–1980 | 1 352      |
| 1981–1985 | 411        |
| 1986–1990 | 171        |
| 1991–1993 | 48         |
| Total     | 242 643    |

Aujourd'hui, la plupart de la population brésilienne d'origine japonaise vit toujours dans l'état de São Paulo, en particulier dans les municipalités et les régions métropolitaines de São Paulo, Mogi das Cruzes, Guarulhos, Bastos, Presidente Prudente ou d'autres villes. Après l'état de São Paulo, c'est l'état du Paraná qui a reçu le plus grand nombre d'arrivée en provenance du Japon : aujourd'hui[Quand ?], la communauté d'origine japonaise constitue une population nombreuse dans villes et les régions du Maringá, Londrina, Assai et Curitiba .
On peut également trouver d'autres populations importantes dans les municipalités du Mato Grosso do Sul, du Pará et du Piauí. Les Brésiliens d'origine japonaise se trouvent dans tout le Brésil mais principalement dans les villes les plus prospères.
Les Brésiliens d'origine japonaise sont au moins 1,5 million de nos jours.

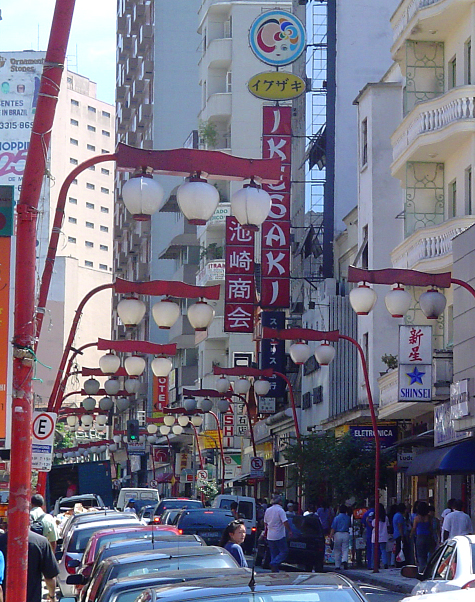
Vue du quartier asiatique à Liberdad.

#### Chine
Note : les citoyens brésiliens d'origine chinoise sont appelés les « Sino-brésiliens » (sino-brasileiro, en portugais.)
L'immigration depuis la Chine vers le Brésil a commencé en 1810. À cette époque, la famille royale venait tout juste de faire du Brésil le siège de l'Empire portugais pour échapper à l'invasion du Portugal par les troupes de Napoléon Ier. La famille royale a organisé la première arrivée de Chinois en les faisant venir depuis Macao, où l'Empire portugais possédait une colonie. Ce sont les immigrants chinois qui, plus tard, importèrent la culture du thé au Brésil.
Le Brésil a depuis lors accueilli plusieurs communautés en provenance de Chine, mais le plus grand afflux a véritablement eu lieu dans les années 1950. À cette époque, la Chine connaissait de nombreux bouleversements internes. Les Chinois sont venus principalement des provinces côtières du sud, en particulier de Guangdong et du Fujian. D'autres sont venus du Xinjiang et du Heilongjiang, près de la frontière russe. Parmi les Chinois qui vinrent au Brésil, certains étaient en effet d'origine russe.
Aujourd'hui, près de  250 000 personnes au Brésil sont d'origine chinoise. Un autre groupe important sont les gens originaires de l'île de Taiwan. Environ 50 000 Brésiliens sont d'origine taïwanaise, ce qui porte le nombre de Brésiliens d'origine chinoise à 300 000 personnes.
Le Brésil a été, avec les États-Unis, un des pays comptant le plus grand nombre de citoyens originaires de la Chine. La plupart des Sino-brésiliens vivent à São Paulo. D'autres vivent dans les villes de Curitiba, Rio de Janeiro, Recife ou encore Porto Alegre. Depuis ces dix dernières années, en raison des liens géopolitiques et économiques qui lient la Chine et le Brésil (tous deux font partie des BRICS et sont alliés sur la scène internationale), ainsi que des forts investissements chinois (la Chine est aujourd'hui la seconde puissance économique mondiale) et de la prospérité économique du géant d'Amérique latine (le Brésil est devenu le 7e pays le plus riche de la planète), le nombre de citoyens chinois a continué d'augmenter. 

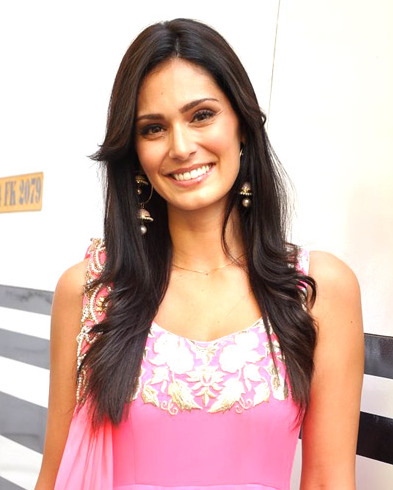
Bruna Abdallah, actrice brésilienne d'origine asiatique.

#### Corée du Sud
Note : les citoyens brésiliens d'origine coréenne sont appelés les Korean Brazilian en anglais et Coreano-brasileiro en portugais.
L'immigration coréenne au Brésil a officiellement commencé bien plus récemment, en 1963. C'est à ce moment-là que le gouvernement sud-coréen a adopté des réformes concernant l'émigration. Toutefois, des petits groupes d'immigrants sud-coréens étaient déjà arrivés dans les années 1950, principalement pour fuir la guerre de Corée. Les premiers immigrants travaillèrent dans l'agriculture. Les immigrants qui sont ensuite arrivés dans les années 1960 s'installèrent en majeure partie dans les grandes villes.
Selon la police fédérale, il y aurait environ 50.000 personnes d'origine sud-coréenne au Brésil. Toutefois, cette estimation est probablement sous-estimé, puisque les Sud-coréens recensés et en particulier les immigrés en situation illégale peuvent choisir de ne pas s'inscrire auprès des missions diplomatiques sud-coréennes du Brésil.
Près de 90 % de la population d'origine sud-coréenne vit dans l'état de São Paulo. D'autres se trouvent dans les principales capitales et villes du pays.

### Métis
Le terme « métis » est un terme complexe au Brésil, utilisé non pas pour définir une couleur de peau, une race ou une ethnie, mais pour désigner les personnes issues de mélange entre diverses communautés. Bien souvent, les métis brésiliens (pardo ou mestizo) sont un mélange entre les Européens, les Amérindiens et les Afro-brésiliens. Ainsi, est considéré comme métis toute personne ayant au moins deux origines différentes : dans cette catégorie, peuvent être inclus les Brésiliens européens/africains, les Brésiliens allemands/italiens, les Brésiliens italiens/espagnols, les Brésiliens européens/amérindiens, etc. Pour cette raison, le terme « métis » est souvent confondu à tort avec le terme « mulatos », qui lui désigne exclusivement les personnes issues d'un mélange africain/européen (Noir/Blanc).
Les métis représentent 82,3 millions de personnes, soit 43 % de la population totale. Il s'agit du deuxième groupe ethnique, devant les Afro-brésiliens et derrière les Blancs d'ascendance européenne.

### Blancs

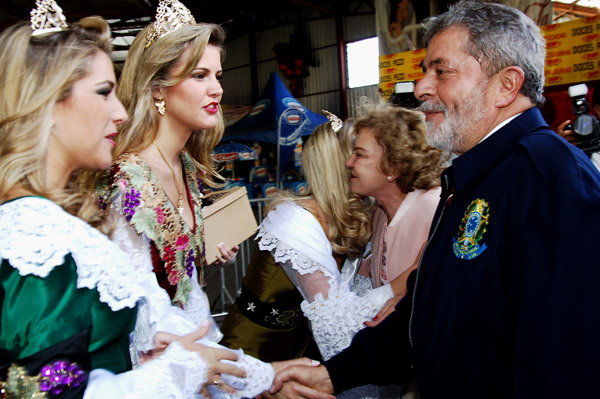
Deux jeunes brésiliennes d'origine italienne en compagnie de l'ancien président Lula, à Rio Grande do Sul.

Au recensement de 2010, on comptait plus de 91 millions de Brésiliens blancs, ce qui correspond à près de 47,7 3 % de la population totale, soit la plus grande communauté ethnique du Brésil. Le terme peut désigner les descendants des Européens fondateurs, les descendants des immigrants européens qui arrivèrent au XIXe et au XXe siècle ou simplement ceux qui descendent de familles ayant émigré vers le Brésil plus récemment. Les Brésiliens blancs se trouvent dans l'ensemble du territoire mais les plus grandes communautés vivent surtout dans les Etats du sud et du sud-est du pays.
Près d'un million d'Européens arrivèrent au Brésil en 1800. Par la suite, plusieurs vagues d'immigration en provenance de l'Europe eurent lieu pendant les XIXe et XXe siècles, quand près de six millions d'Européens émigrèrent au Brésil depuis toute l'Europe : Suisse, Allemagne, Italie, Espagne, Ukraine, Grèce, France, Portugal, etc. Toutefois, les quatre plus importantes communautés européennes venaient d'Allemagne, d'Italie, d'Espagne et du Portugal.
On estime aussi qu'un certain nombre de Brésiliens d'origine européenne peuvent avoir des ascendants amérindiens ou, dans une moindre mesure, africains.
Aujourd'hui, les Brésiliens caucasiens sont originaires de pays européens très variés dont :
- Les Pays-Bas : les Néerlandais se sont installés au Brésil au cours du XVIIe siècle. De 1630 à 1654, les Néerlandais, qui contrôlaient la côte nord-est du Brésil par le biais de leur empire colonial, établirent leur capitale à Mauritsstad (qu'on connait aujourd'hui sous le nom de Recife), et fondèrent une ville sur la côte septentrionale du Brésil, qu'ils nommèrent Nouvelle-Hollande. Aujourd'hui, Recife est la cinquième agglomération urbaine du Brésil avec 3,7 millions d'habitants.
- Les premiers Allemands sont arrivés au Brésil en 1824. La plupart d'entre eux se sont établis au sud du pays, et ont grandement influencé le paysage culturel et architectural du Brésil. Dans certains États du sud, comme Santa Catarina et Rio Grande do Sul, les descendants d'Allemands peuvent représenter jusqu'à 35 % de la population. Le Brésil abrite la troisième plus grande communauté de descendants d'Allemands, après l'Allemagne et les États-Unis. Dans les États du sud, plusieurs villes conservent encore aujourd'hui une identité très allemande, que ce soit dans le folklore, l'architecture ou le paysage. Ainsi, la ville de Blumenau, réputée pour sa forte personnalité culturelle allemande[52], compte une population d'origine allemande de 40 %[53],[54].
- Les Italiens ont commencé à arriver au Brésil en 1875. Comme la plupart des immigrants européens, ils ont choisi de s'installer au sud du Brésil. Entre 25 et 31 millions de Brésiliens sont d'origine italienne[55], ce qui fait de la communauté italo-brésilienne la plus deuxième plus grande du monde (derrière l'Italie).
- Les Polonais sont venus en grand nombre au Brésil après 1870, la plupart d'entre eux s'installant dans l'État de Paraná.
- La plupart des Brésiliens possèdent, à des degrés différents, des origines du Portugal.  Les colons portugais ont été, avec les conquistadors espagnols, parmi les premiers Européens à arriver au Brésil en 1500. L'immigration en provenance du Portugal a augmenté au cours du XVIIIe siècle et a atteint son apogée à la fin du XIXe et début du XXe siècle.
- Les Espagnols sont venus en grand nombre au Brésil, à partir de la fin du XIXe siècle. La plupart d'entre eux venaient pour travailler dans les plantations de café dans l'état de São Paulo. Aujourd'hui, il y a environ 15 millions de Brésiliens d'origine espagnole, ce qui fait des Brésiliens d'origine espagnole l'un des quatre plus grands groupes parmi les Brésiliens d'origine européenne (les trois autres étant : les Brésiliens d'origine italienne, les Brésiliens d'origine allemande et les Brésiliens d'origine portugaise).
- Les Ukrainiens sont venus originellement à la fin du XIXe siècle, 20 000 sont arrivés entre 1895 et 1897. Actuellement, il y a une importante communauté de Brésiliens d'origine ukrainienne forte de 980 000 personnes, dont la plupart vivent dans le centre-sud de l'État du Parana.

#### Portugais

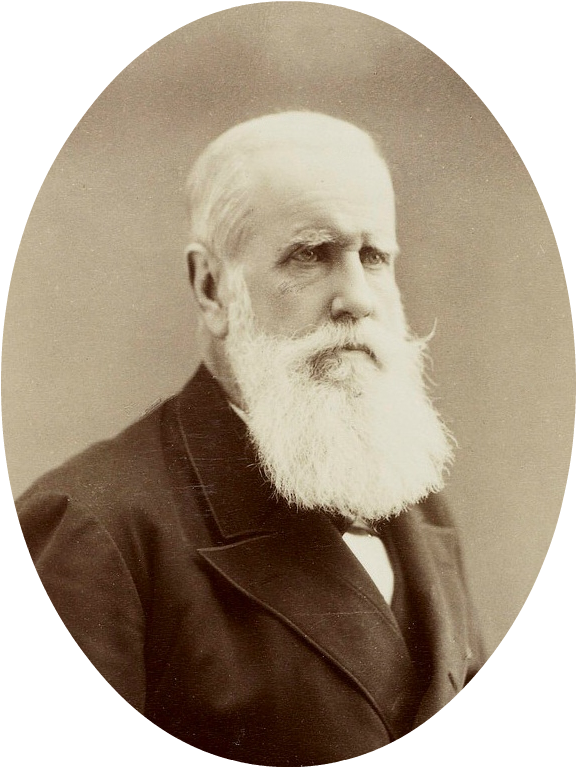
Pedro II du Brésil, deuxième et dernier Empereur du Brésil. Il descend de l'ancienne famille royale portugaise.

Le Portugal et l'Espagne ont été les pionniers européens de la découverte des routes maritimes qui ont permis de relier entre eux tous les continents du monde, marquant le début du processus de mondialisation. À cette époque, l'Empire portugais et l'Empire espagnol faisaient partie des plus grandes puissances mondiales.
En 1494, les deux royaumes de la péninsule ibérique signent le traité de Tordesillas, par lequel les deux puissances s'entendent sur le partage des territoires du Nouveau Monde : tout ce qui serait découvert à l'ouest de la longitude 50° appartiendrait à l'Espagne, et tout ce qui serait à l'est (Afrique comprise) appartiendrait au Portugal. En 1500, le navigateur portugais Pedro Álvares Cabral débarque sur l'actuel Brésil et en prend possession au nom du roi Manuel Ier de Portugal. En réalité, c'est le navigateur espagnol Vicente Yáñez Pinzón qui découvrit en premier le Brésil, mais conformément au traité de Tordesillas, tous les territoires qui s'y trouvaient furent cédés au Portugal. Ainsi, bien que le Brésil fut le seul pays d'Amérique latine colonisé par les Portugais, en réalité, la taille du gigantesque pays (le Brésil a lui tout seul couvre la moitié du continent sud-américain) fit que le partage des terres du Nouveau monde fut plutôt équitable.
Les Portugais firent du Brésil la vice-royauté de leur empire sous le nom de Royaume uni de Portugal, du Brésil et des Algarves. Puis, en 7 septembre 1822, le Brésil devint un empire à part entière, après que les Portugais eurent transféré la cour de la monarchie portugaise à Rio de Janeiro pour échapper à l'invasion du Portugal par les troupes de Napoléon 1er.
L'immigration portugaise au Brésil a commencé au XVIe siècle et a atteint son apogée au début du XXe siècle. Aujourd'hui, parmi les 90,063 millions de descendants d'Européens que compte le Brésil, on estime que 1 500 000 sont des descendants directs de Portugais et 700 000 possèdent la nationalité portugaise. Au Portugal, une loi dispose que tout Brésilien ayant au moins un parent ou grand-parent portugais est admissible pour obtenir la citoyenneté portugaise. Cinq millions de Brésiliens tombent dans cette catégorie.

#### Italiens
En 1875, plus de 1,64 million d'Italiens sont arrivés au Brésil. Ils se sont installés en tant que petits propriétaires fonciers dans les collectivités rurales du sud du Brésil. Vers la fin du XIXe siècle, l'État brésilien a offert des terres aux immigrants pour favoriser l'arrivée d'Italiens. Plus tard, les destinations prisées par les Italiens furent principalement les plantations de café dans le Sud-Est, en particulier celles de São Paulo et du Minas Gerais, où ils ont commencé par travailler pour les riches propriétaires fonciers locaux. Les Italiens se sont bien intégrés à la société brésilienne (alors dominée par l'élite portugaise) et encore aujourd'hui, la plupart des descendants d'Italiens vivent dans les États riches du sud. On estime le nombre de Brésiliens d'origine italienne à près de 30 millions de personnes, ce qui fait du Brésil le deuxième pays avec la plus grande communauté italienne du monde (après l'Italie).
Vers la fin du XIXe siècle, les Italiens constituaient le principal groupe d'immigrants en provenance d'Europe.

#### Espagnols
Les Espagnols ont également été nombreux à migrer vers le Brésil. Environ 720 000 Espagnols sont venus au Brésil à partir de la fin du XIXe siècle. Comme beaucoup d'immigrants, ils étaient attirés par les plantations de café et s'installèrent principalement dans l'État de São Paulo.

#### Arabes et Moyen-orientaux

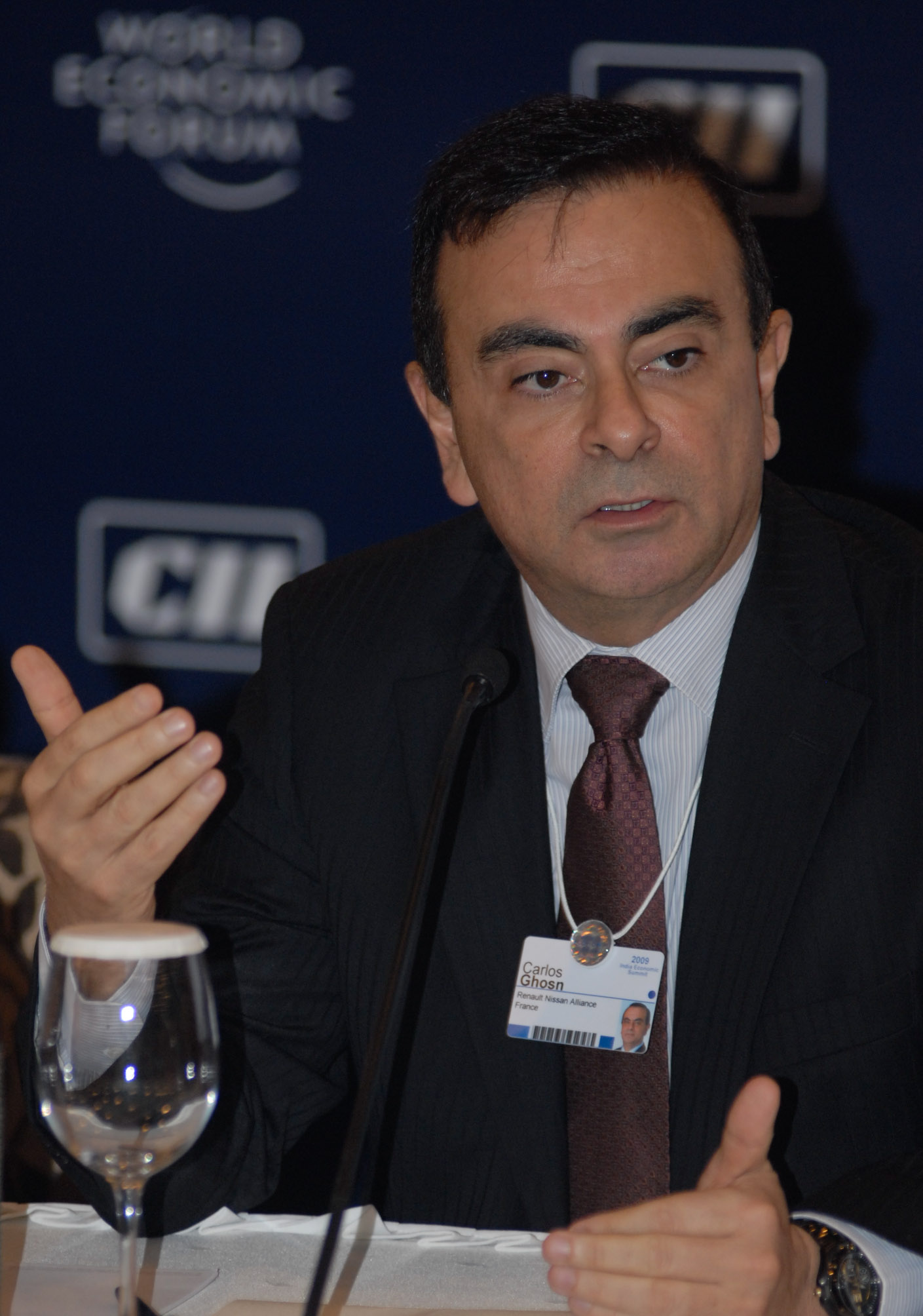
Carlos Ghosn, industriel brésilien d'origine libanaise

Au début du XIXe siècle, le premier grand groupe arabe à s'installer au Brésil est composé de Juifs du Levant et du Maghreb. Puis, l'arrivée de centaines de familles de Juifs marocains a suivi et se sont établies à Rio de Janeiro et Belém.
Par la suite, l'immigration issue du Levant va s'intensifier tout au long du XXe siècle, la majorité étant de confession chrétienne avec une minorité de musulmans.

#### Allemands

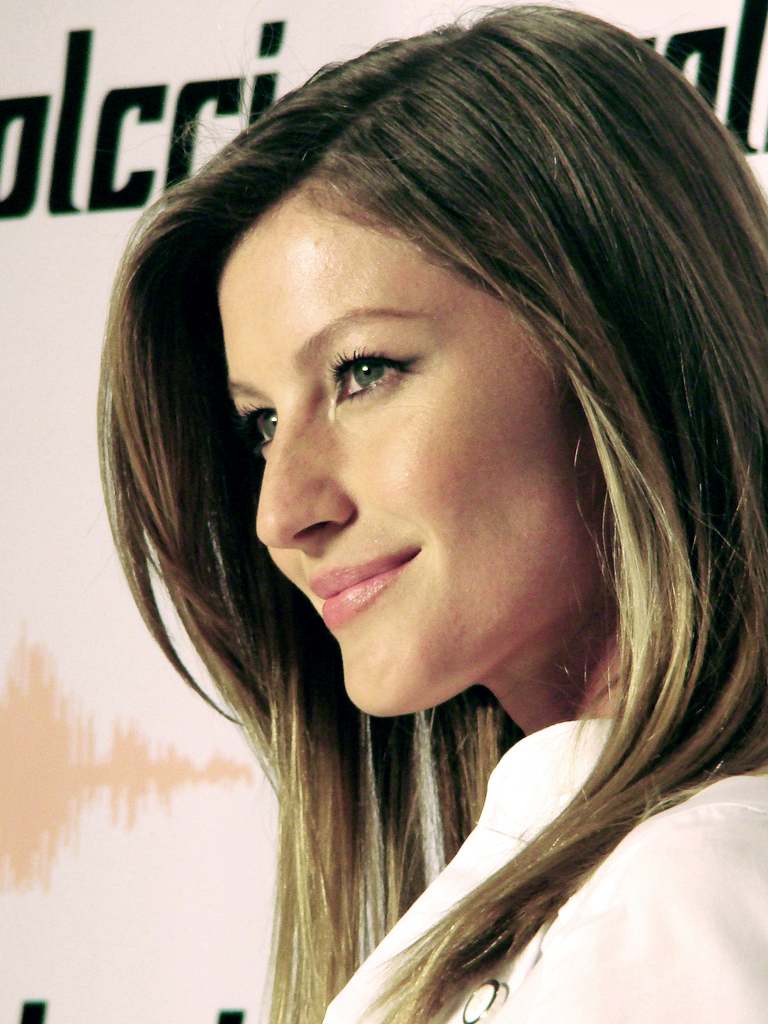
Gisele Bündchen, célèbre mannequin brésilienne d'origine allemande

L'immigration allemande a été, avec les immigrations italienne, portugaise et espagnole, la plus importante des migrations à destination du Brésil. Environ 260 000 Allemands se sont installés au Brésil dès le moment où la couronne portugaise a permis l'arrivée de nouvelles populations. Au début du XVIe siècle, les Allemands étaient la quatrième nationalité européenne à partir pour le Brésil, avec les Portugais (1,8 million), les Italiens (1,6 million), les Espagnols (0,72 million), les Japonais (248 000), les Polonais et les Russes.
La grande majorité (95 %) s'est installée au Sud, dans les États de São Paulo, Rio Grande do Sul, Santa Catarina, Paraná et Rio de Janeiro. Le reste (5 %) s'est installé dans le Minas Gerais, le Pernambuco, et dans l'Espírito Santo.
Les Allemands ont grandement influencé le sud du Brésil, en particulier l'État de Santa Catarina, où les Allemands et les Autrichiens étaient environ 50 % de tous les étrangers (Allemands, 40 % - Autrichiens, 10 %). Aujourd'hui, Santa Catarina est toujours fortement imprégnée par la culture allemande, que ce soit d'un point de vue architectural, ethnique, historique et même linguistique (dans plusieurs villes du sud, on parle encore aujourd'hui le plattdeutsch. Novo Hamburgo et Blumenau, toutes deux situées au Sud, sont parmi les villes à avoir la plus grande population d'origine allemande.
L'Oktoberfest (une fête allemande) de Blumenau est la deuxième plus grande du monde, après l'Oktoberfest de Munich.
Environ 18 millions de Brésiliens sont d'origine allemande. Après l'Allemagne et les États-Unis, le Brésil abrite la troisième plus grande communauté d'origine allemande au monde.

#### Polonais
Les Polonais sont venus en grand nombre au Brésil après 1870, la plupart d'entre eux s'installant dans l'État du Paraná. De 1872 à 1919, 110 243 citoyens russes sont entrés au Brésil. En fait, une partie d'entre eux étaient des Polonais (en effet, jusqu'en 1917, une partie de la Pologne était sous domination russe.)

#### Néerlandais
Au XVIIe siècle, les Néerlandais furent parmi les premiers Européens à arriver au Brésil. En 1630, les Néerlandais enlèvent aux Portugais la région de Pernambuco, au Brésil, et entreprennent de conquérir une portion importante du Nord-Est brésilien, en prenant progressivement les villes de Recife, Natal et Salvador. Toute cette partie nord du Brésil est alors sous le contrôle de la Compagnie néerlandaise des Indes occidentales (GWC) et Recife devient, sous le nom de Mauritsstad, la capitale de la colonie hollandaise. À travers leur colonie, les Néerlandais contrôlaient près de la moitié de la superficie du Brésil de l'époque. La Nouvelle-Hollande (le nom donné au territoire sous contrôle de la GWC) a duré pendant une trentaine d'années, jusqu'en 1654, date à laquelle les Portugais reprennent le Brésil aux Néerlandais après une longue guerre ayant débuté 14 ans plus tôt.
En 1636, Johan Maurits van Nassau-Siegen a été nommé gouverneur général de Nouvelle-Hollande. Sous son commandement, la colonie a connu son âge d'or, période de grande prospérité culturelle et économique ou la liberté de culte était autorisée par le gouvernement de Johan Maurits. Johan Maurits stimula la production de canne à sucre et fit moderniser la colonie en faisant construire des maisons, des canaux, des digues, des rues, des ponts et des routes. Sur l'île d'Antonio Vaz, où a été fondée la ville de Mauritsstad, a également été créé un observatoire astronomique et une station météorologique, les premiers du genre dans les Amériques. C'est pourquoi, bien que relativement courte, la période de domination néerlandaise fut d'une grande importance culturelle pour le Brésil.
Dans l'état de Pernambuco, qui abritait autrefois la colonie néerlandaise, il y a aujourd'hui un nombre considérable de descendants de colons néerlandais,. Lors des XIXe et XXe siècles, bien après la disparition de la colonie, d'autres populations en provenance du Pays-Bas ont immigré au Centre-Sud du Brésil, y ont fondé quelques villes et y ont prospéré.  De nos jours, la grande majorité des Brésiliens d'origine néerlandaise vit dans les États d'Espírito Santo, du Paraná, du Rio Grande do Sul et de São Paulo. Il y a également des petits groupes de Brésiliens néerlandais à Goiás, Ceará, Rio Grande do Norte, Mato Grosso do Sul, Minas Gerais et Rio de Janeiro.

#### Les pays Scandinaves
Les relations entre le Brésil et la Suède sont enracinées depuis des siècles à travers les liens de parenté entre la famille royale du Brésil et la famille royale suédoise, ainsi qu'à travers l'émigration suédoise à destination du Brésil qui eut lieu vers la fin du XIXe siècle. En effet, l'épouse du roi Oscar Ier de Suède et de Norvège, la reine Joséphine de Leuchtenberg, était la sœur d'Amélie de Leuchtenberg, l'épouse de l'empereur Pedro Ier du Brésil. Les relations diplomatiques entre le Brésil et la Suède ont été établis en 1826.
Au cours du XIXe siècle, de nombreux Scandinaves sont arrivés au Brésil et se sont installés à Rio de Janeiro (où se trouve aujourd'hui une association scandinave) et dans les États du Sud du Brésil, comme à Sao Paulo, où est aujourd'hui basée l'église scandinave. En 1768, le scientifique Daniel Solander, associé de Carl von Linné, a été le premier suédois à arriver au Brésil.  Au cours des dernières années, de nombreux Norvégiens et Suédois ont migré vers la zone littorale de l'État de Rio Grande do Norte (dans la ville de Natal) et Ceará, attirés par les plages et le climat tropical.
Sur l'île de Riddarholmen, où les rois et les nobles suédois sont enterrés, sont également inscrites les plaques commémoratives des empereurs Pedro Ier et Pedro II (les deux empereurs du Brésil), ainsi que celle de l'ancien président du Brésil, Epitácio Pessoa. À Curitiba, l'un des premiers Scandinave connu à arriver était Alfredo Andersen, un artiste qui s'est installé au Brésil vers la fin du XIXe siècle. Dans l'état du Parana, un musée à sa mémoire a été érigé, le Musée Alfredo Andersen, qui contient un grand nombre de ses œuvres.  En outre, les immigrants islandais se sont également installés à Curitiba, une première fois en 1863 puis à nouveau en 1873.
Des traces de l'immigration scandinave, principalement suédoise, sont encore visible au Brésil, comme la Maison Karlson (Casa Sueca) à Guarani das Missões, la Svenska Kulturhuset dans le quartier de Linha Jansen, ou encore la Mission d'Örebro à Venancio Aires. En avril 2010, la ville de Nova Roma a célébré le 120e anniversaire de l'immigration suédoise dans la ville. Plus tôt, en 1991, les habitants de Ijuí avait également célébré l'immigration des Scandinaves dans leur ville, avec l'ouverture d'un Centre culturel suédois.
Il y a  aussi eu une immigration importante de citoyens suédois et danois à São João da Boa Vista, dans l'État de São Paulo.

#### Luxembourgeois
On estime que près de 50 000 Brésiliens sont d'ascendance luxembourgeoise, en raison d'une immigration massive des Luxembourgeois au Brésil de la fin du XIXe au début du XXe siècle,,.

#### Américains (États-Unis)
En 1860, à la fin de la guerre de Sécession et à la suite de la victoire de l'Union, un important nombre de confédérés ont émigré au Brésil. Le nombre total d'Américains qui s'installèrent au Brésil à cette époque tourne autour de quelques ou plusieurs milliers. Ils se sont installés majoritairement dans le sud et le sud-est du Brésil : à Americana, Campinas, São Paulo, Santa Bárbara d'Oeste, Juquiá, New Texas, Xiririca, Rio de Janeiro et Rio Doce. Mais Santarém (Pará) - sur le cours inférieur du fleuve Amazone - et les États de Bahia et de Pernambuco ont également reçu un grand nombre d'immigrants américains.

## Langue

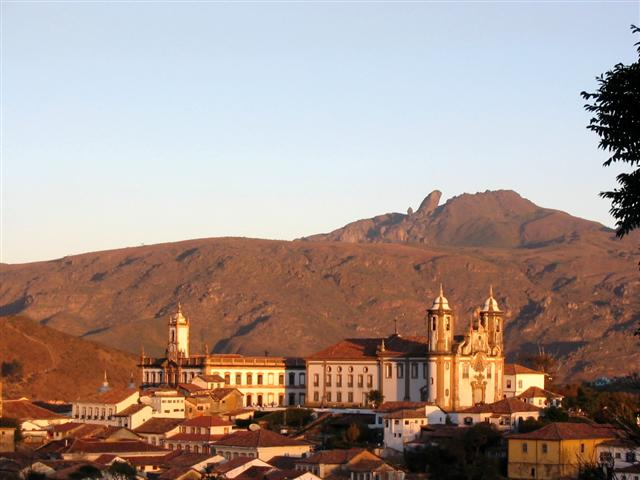
Architecture coloniale portugaise dans Ouro Preto, Minas Gerais.

Le portugais est la langue officielle du Brésil depuis la Constitution de 1988 (article 13). Même s'il existe 170 langues autochtones et une trentaine issues de l'immigration, le portugais reste quant à lui la langue parlée par la quasi-totalité des Brésiliens.
La langue portugaise, apportée par les colons du Portugal, est très proche de celle parlée au Portugal. Elle en diffère par des mots, des expressions et des accents liés notamment au métissage culturel et aux particularités sud-américaines (climat, végétation, alimentation) du pays.
À la suite de plusieurs réformes, l'orthographe s'est différenciée, notamment avec la suppression de consonnes non sonores : par exemple electricidade (Portugal) s'écrit eletricidade (Brésil). Mais une nouvelle réforme est en cours pour la langue portugaise, cette réforme de l'orthographe s'applique au Brésil à partir du 1er janvier 2009, pour une période d'adaptation de quatre ans à l'issue de laquelle les nouvelles règles s'appliqueront entièrement. Les mêmes règles orthographiques s'appliqueront au Portugal, où la période de transition s'étalera sur six ans, et dans les 6 autres états où le portugais est la langue officielle : l'Angola, le Cap Vert, le Timor oriental, la Guinée-Bissau, le Mozambique, et Sao Tomé-et-Principe. Mais les différences entre le portugais européen et le portugais américain sont sensiblement les mêmes qu'entre celles séparant d'autres langues européennes (français, anglais, espagnol) de leurs correspondantes américaines.[réf. nécessaire]
L'enseignement de l'espagnol est obligatoire à l'école depuis une loi de 2005, tout comme le portugais est quasi-obligatoire dans les écoles des pays voisins, vu le poids démographique, géographique et économique du Brésil. 
L'Uruguay a, par exemple, donné au portugais un statut égal à l'espagnol dans son système éducatif le long de la frontière nord avec le Brésil. Dans le reste du pays, il est enseigné comme une matière obligatoire à compter de la 6e année du primaire.

### Amapá et le français au Brésil
L’État brésilien de l'Amapá a rendu en 1999 obligatoire l'enseignement du français dans les écoles publiques, à la suite d'une loi fédérale de 1998 obligeant les écoles publiques du pays à enseigner au moins une langue étrangère. 
Le choix de l'Amapa pour le français s'explique par une volonté de rapprochement avec la Guyane française, limitrophe, voire d'une volonté de désenclavement, vu l'isolement pour des raisons géographiques de cet État par rapport au reste du Brésil.
La ville d'Ouro Preto est membre de l'Association internationale des maires francophones.

## Religions
Le Brésil a la deuxième plus grande population de chrétiens au monde derrière les États-Unis. C'est également le pays catholique le plus peuplé.
L’Église est officiellement séparée de l’État.
D'après le recensement de 2010, on compte 65 % de catholiques, 22 % de protestants, 2 % de spirites, 3 % d'autres religions et 8 % de sans religion. La proportion des protestants a fortement augmenté à la fin du XXe siècle, au détriment du catholicisme. Les confessions protestantes notables sont les pentecôtistes, les évangéliques, les baptistes, les adventistes, les luthériens et les réformés.

## Galerie

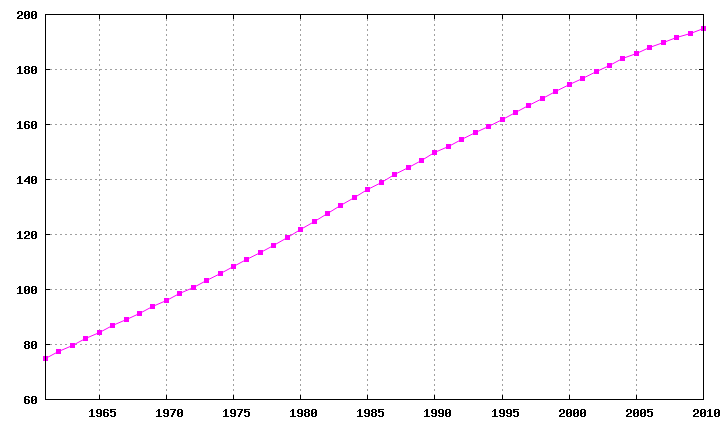
Évolution de la démographie entre 1961 et 2003 (chiffre de la FAO, 2005). Population en milliers d'habitants.
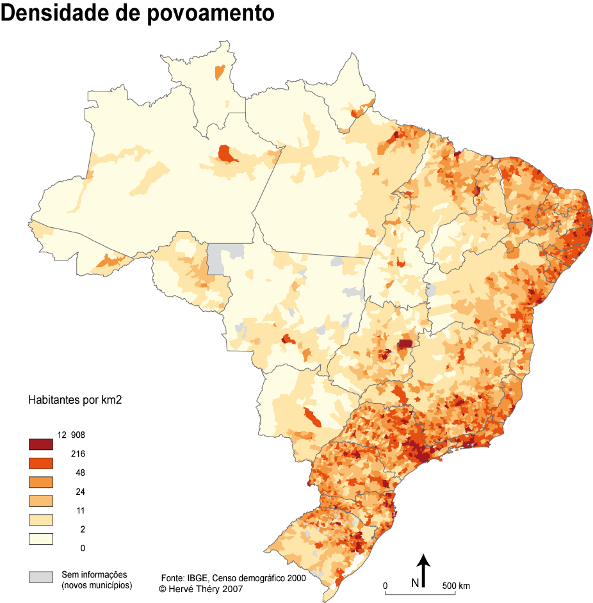
Densité de population.
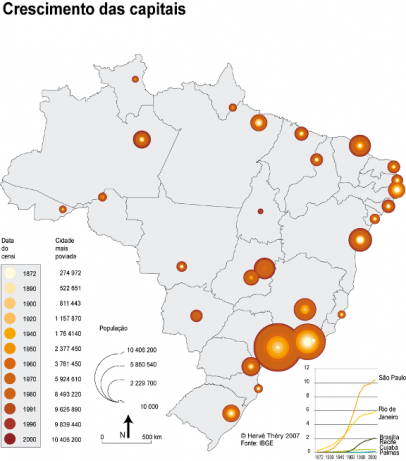
Population urbaine.
Carte de la fécondité : plus la couleur est foncée, plus la fécondité est faible.